# Ex Machina (película)
Ex Machina (en España, Ex_Machina; en Hispanoamérica, Ex machina) es una película de ciencia ficción británica de 2014, escrita y dirigida por Alex Garland, quien ejerció por vez primera como director. La protagonizaron Domhnall Gleeson, Alicia Vikander, Oscar Isaac y Sonoya Mizuno, y cuenta la historia de Caleb, un programador de la empresa Bluebook que recibe como premio la invitación de Nathan, el presidente de la compañía donde trabaja, con el fin de realizar el test de Turing a una androide (un ginoide) con inteligencia artificial. La película recibió más críticas positivas que negativas de los expertos y ganó el Óscar a los mejores efectos visuales.

## Argumento

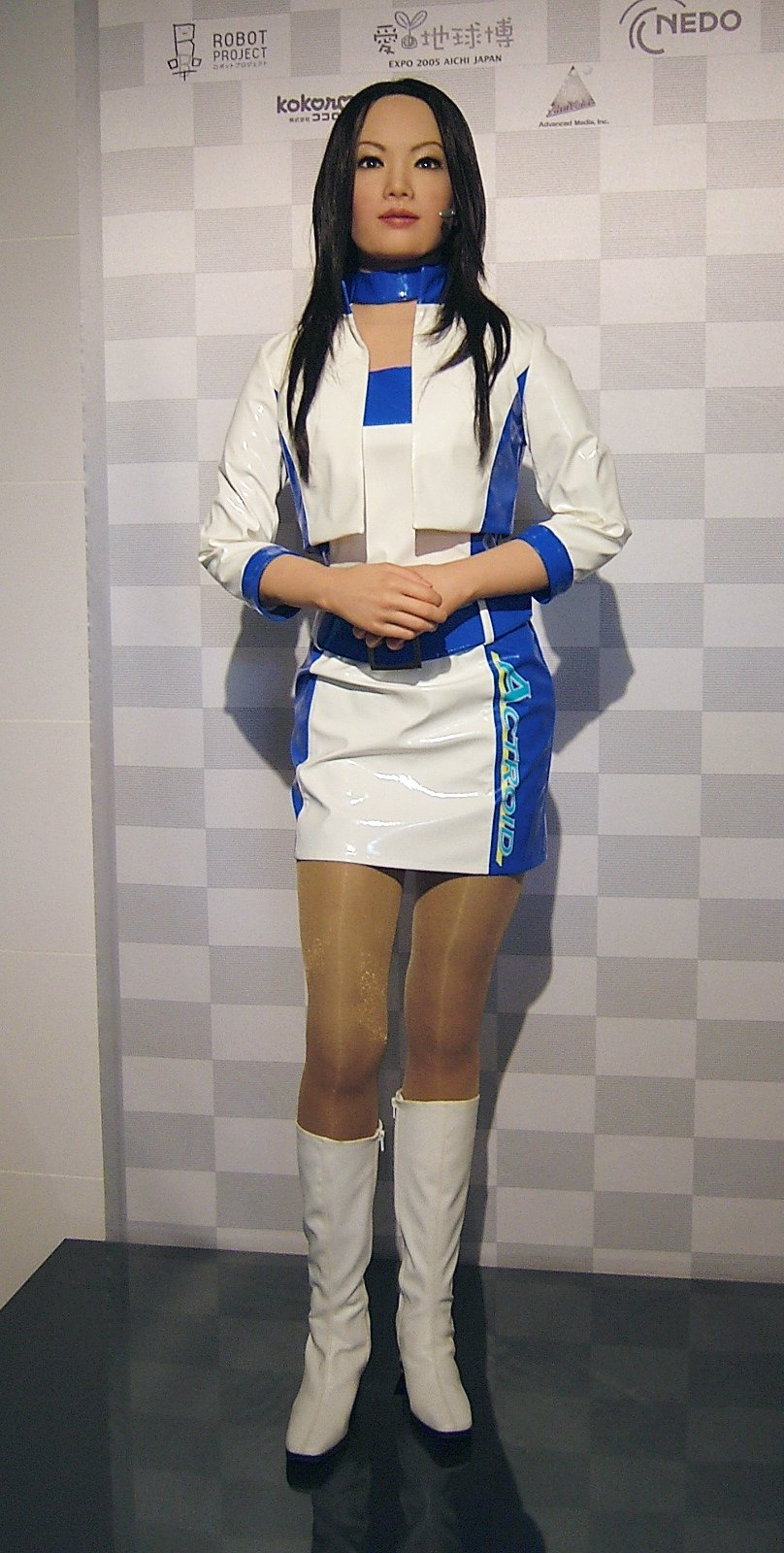
Una ginoide DER 01, desarrollada en el 2005.

### Inicio
Caleb Smith (Domhnall Gleeson) es un programador que trabaja para Bluebook, el motor de búsqueda más popular del mundo. En un concurso, gana la oportunidad de visitar al excéntrico presidente ejecutivo de la compañía, Nathan Bateman (Oscar Isaac), en su aislado centro de investigación, en las montañas de Alaska. Caleb es llevado en helicóptero hasta la reservada propiedad de Nathan. A la entrada del complejo, es recibido por un sistema automatizado que le genera una tarjeta de acceso al edificio, dentro del cual se encuentra con Nathan, quien está haciendo ejercicios de entrenamiento físico.
Nathan recibe a su huésped y procede a mostrarle el edificio, indicándole que la tarjeta-llave sólo abre las puertas de las habitaciones a las cuales Caleb tiene acceso. Después, Nathan hace que Caleb firme un acuerdo de confidencialidad a través del cual se compromete a no divulgar nada de lo que vea en las instalaciones. Es entonces cuando le revela que ha estado trabajando con inteligencia artificial y quiere que Caleb le realice, durante los siete días que durará su estancia, la prueba de Turing a un androide que está desarrollando.

### Día 1
Caleb conoce a Ava (Alicia Vikander), y se da cuenta de que es un ginoide que tiene rostro, manos y pies que emulan la piel humana, y conversan a través de una pared transparente, mientras son monitorizados por Nathan. Ya finalizada la sesión, Caleb se encuentra con Nathan y admite que está impresionado, pero considera que lo que Nathan le pide no es en rigor el test de Turing, porque Caleb ya sabe que AVA es un robot con inteligencia artificial. Ante esto, Nathan le responde que la prueba real consiste en que, aunque Caleb sabe que es un robot, lo que tiene que juzgar es si Ava es realmente consciente, y relacionarse con ella.
Ya entrada la noche, Caleb descubre en su habitación que el televisor es en realidad un circuito cerrado de vigilancia que le permite ver todo lo que AVA hace mientras está sola, y nota que ella está dibujando. De repente, hay un apagón; Caleb intenta salir de su habitación, pero el corte de energía ha bloqueado la puerta. Al restablecerse el fluido eléctrico, Caleb sale y busca a Nathan. Finalmente, lo encuentra tomando cerveza solo. Caleb le cuenta el incidente de la puerta, y Nathan le responde que los cortes de energía han ocurrido de manera frecuente desde hace poco tiempo y que está trabajando en eso. Además, le dice que el bloqueo de las puertas es por cuestión de seguridad, para evitar que en un corte de energía cualquier persona pueda ingresar al inmueble.

### Día 2
Caleb es despertado por Kyoko (Sonoya Mizuno), una chica asiática que trabaja como empleada doméstica de Nathan que le lleva el desayuno, pero que no habla ni interactúa con él en absoluto. Antes de encontrarse con AVA, Caleb le plantea a Nathan el plan que tiene para la sesión de ese día, y Nathan responde que el día anterior le preguntó a él cómo se sentía con AVA, y que ahora quería evaluar cómo se siente AVA con Caleb.
Al inicio de la sesión, AVA le muestra un dibujo a Caleb; como el dibujo no es específico, Caleb le pide que para la próxima sesión haga un dibujo de algo real, pero que lo que dibuje será decisión de ella. Luego, AVA le dice que, si quieren ser amigos, él debería contarle cosas personales de su vida y que es decisión de Caleb por dónde empezar, a lo que él accede. AVA le pregunta si él considera a Nathan un amigo, y Caleb responde afirmativamente. En ese momento, se presenta otro apagón, el sistema de monitoreo se desactiva y es cuando AVA aprovecha para decirle a Caleb que Nathan no es su amigo y que no confíe en él ni en nada de lo que le diga. Se restablece la energía y AVA cambia de conversación abruptamente, diciéndole a Caleb que hagan juntos una lista de libros para tener de qué conversar.
En la noche, durante la cena, Kyoko derrama accidentalmente vino sobre Caleb, cosa que enfurece a Nathan. Caleb intenta hablar con Kyoko, pero Nathan le dice que ella no entiende el idioma; de esa manera, puede hablar cosas técnicas durante la cena. Mientras cenan, Nathan pide a Caleb su opinión acerca de la sesión. Caleb le dice que está impresionado porque AVA bromeó con él, lo que indica que ella es muy consciente de lo que pasa en su entorno. Luego le pregunta de qué hablaron mientras no había energía, y Caleb le responde que no pasó absolutamente nada.
Posteriormente, Nathan lleva a Caleb al laboratorio en donde creó a AVA, y es entonces cuando le revela que, para mejorar las expresiones faciales y lingüísticas de AVA, recopiló información de las expresiones faciales y del lenguaje del mundo entero, hackeando todos los teléfonos móviles a través de Bluebook. Luego, le muestra un prototipo en gel estructurado del cerebro de AVA y le dice que el software está basado en las consultas de búsqueda de los usuarios de Bluebook, que él utilizó para mejorar el comportamiento de AVA.

### Día 3
Al iniciar la sesión, AVA le muestra a Caleb el dibujo específico que hizo. Luego, respondiendo preguntas que le formula Caleb, AVA le cuenta que ella nunca ha salido de su habitación y que, si lo hiciera, iría a una concurrida intersección peatonal con el fin de ver las expresiones humanas. Le dice, además, que le gustaría que Caleb estuviera con ella en ese lugar. Después, AVA le dice que tiene algo que mostrarle y le pide que cierre los ojos, y Caleb accede. AVA se retira por un momento y cuando regresa tiene peluca y un vestido puesto, y le dice que cuando estén juntos en la intersección peatonal usará ese atuendo. AVA descubre, por las expresiones faciales de Caleb, que se siente atraído por ella, se lo pregunta, y él se incomoda.
Finalizada la sesión, Caleb le pregunta a Nathan la razón de haberle dado sexualidad a AVA, si perfectamente pudo haber sido simplemente una caja gris, y Nathan le responde que la sexualidad es importante para la relación interpersonal humana, además de ser divertida, y que, si quiere tener sexo con ella, le diseñó un mecanismo entre las piernas de tal manera que AVA podría mostrar placer. También le pregunta a Nathan si la programó para coquetearle, y Nathan responde negativamente, indicándole que lo que expresa AVA forma parte de su conciencia artificial.

### Día 4
AVA está con peluca y vestido. Al iniciar la sesión, Caleb le explica a AVA el experimento del cuarto de Mary y ella lo imagina artificialmente. Se produce otro apagón, Caleb le dice a AVA que piensa que Nathan produce los apagones para ver cómo se comportan sin ser observados; es entonces cuando AVA le dice que es ella quien sobrecarga el sistema y produce los apagones porque quiere contarle la verdad a Caleb.
En el exterior del edificio, Caleb le dice a Nathan que le mintió con respecto al concurso que ganó porque él no fue seleccionado por ser mejor que los demás. Nathan le dice que, efectivamente, el concurso fue una cortina de humo para que fuera el programador más talentoso de la compañía porque le ayudará con el test de Turing para AVA.
En la noche, mientras Caleb mira la pantalla que está en su habitación, se da cuenta de que Nathan aborda a AVA mientras ella dibuja, mira el dibujo que está haciendo y de inmediato lo rompe. Caleb sale de su habitación para buscar a Nathan y se topa con Kyoko, a quien le pregunta sobre el paradero de Nathan. Ella intenta desnudarse, pero Caleb no lo permite. En ese momento, aparece Nathan y le dice a Caleb que se relaje, pone música y empieza a bailar con Kyoko. Nathan ya está ebrio, y Caleb lo acompaña hasta su habitación.

### Día 5
Nuevamente, AVA tiene peluca y vestido. En esta sesión, interroga a Caleb, y le advierte que, si miente, ella se dará cuenta porque así como sabe que es una mentira, también identifica a quiénes le mienten. Le pregunta cuál es su color favorito, su recuerdo más antiguo y si se considera buena persona. En la cuarta oportunidad, le pregunta qué le sucederá a ella si no aprueba el test, pero Caleb no sabe qué responder. AVA le muestra a Caleb el dibujo de él que rompió Nathan, se presenta un corte de energía y AVA le confiesa que busca estar con Caleb (tiene deseos artificiales). Finaliza la sesión cuando ella le pregunta si también Caleb querrá estar con ella. A lo que él responde que sí.
Fuera del edificio, Caleb bebe una botella de Vodka con Nathan. Le pregunta cuál fue su objetivo al haber creado a AVA, y Nathan contesta que la llegada de un prototipo evolucionado de inteligencia artificial era inevitable. También le dice que el próximo modelo, después de AVA, será mucho mejor, que tendrá menos fallas. Caleb le pregunta qué pasa cuando Nathan crea un nuevo prototipo, a lo que responde que descarga la memoria, descomprime los datos, reformatea parcialmente la programación, y hace que tenga una personalidad más humana y carga más rutinas, pero su forma se mantiene igual. Caleb se muestra apesadumbrado e invita a Nathan a seguir bebiendo.
Caleb aprovecha que Nathan se ha quedado dormido para tomar su tarjeta de acceso, ingresa a su computadora, mira archivos de los prototipos anteriores, va a una habitación en donde está Kyoko y abre armarios en donde están varios prototipos anteriores. Entonces, descubre que Kyoko también es un ginoide. Vuelve a la habitación de Nathan en donde él ya está despierto buscando su llave digital, y Caleb finge que la ha recogido del suelo y se la devuelve.
Caleb vuelve a su habitación, desarma una cuchilla de afeitar y se hace un profundo corte en su brazo para comprobar que él no es un robot.

### Día 6
Apesadumbrada por no haber podido ver a Caleb la tarde anterior, AVA produce un apagón; Caleb le dice que Nathan destruye la conciencia de los prototipos anteriores, también le dice que esa misma noche la ayudará a escapar, haciendo que Nathan se quede dormido al beber demasiado, y que de alguna manera cuando se sobrecarga el sistema se puedan escapar logrando que las puertas no se cierren cuando se produce el apagón. Por ello programan un apagón.
Caleb se reúne con Nathan en la cocina y lo invita a tomar un trago de celebración, considerando que es el último día de su permanencia en su instalación. Nathan se niega a beber, indicando que desea desintoxicarse. Caleb dice que AVA pasó la prueba realizada, pero Nathan le asegura que AVA puede fingir sentimientos para lograr algún objetivo como, por ejemplo, poder escapar del edificio. Luego Nathan le dice que vio la grabación de Caleb mientras se cortaba en el brazo, y lo invita a su computadora para mostrarle algo. Frente a la computadora, Nathan le muestra el video con sonido del momento en el que él rompió el dibujo de AVA, y le dice que en ese mismo momento instaló en la habitación una cámara a baterías, y le muestra la grabación de la conversación del plan de huida de AVA. Nathan le dice que a AVA no le permitió opción de huida, por lo que la única opción para lograrlo era utilizar su inteligencia artificial para manipular a Caleb y poder huir o generar su propia función.
Mientras conversan, se produce el apagón programado, Nathan sigue conversando con Caleb acerca de su plan de reprogramar el sistema de seguridad, y es cuando Caleb le revela que el día anterior, mientras estaba borracho, cambió la programación de la seguridad de las puertas de tal manera que durante un apagón, en vez de bloquearse las puertas, se desbloquearan. Esto ocurrió porque se metió en la computadora de Nathan aquella noche. Se restablece el flujo eléctrico y Nathan descubre que AVA ya no está dentro de su recinto, sino que está interactuando con Kyoko en un corredor que lleva a la salida. Nathan golpea a Caleb y lo deja inconsciente, se arma con la barra de una mancuerna y se dirige a donde AVA todavía está hablando con Kyoko, la increpa para que regrese a su habitación, pero ella lo agrede; Nathan se defiende y la golpea con la barra, desprendiéndole un brazo; intenta arrastrarla, para regresarla a su recinto. Kyoko clava un cuchillo en la espalda de Nathan, quien voltea y la golpea, destrozándole la mandíbula por lo que muere porque ahí está el corazón artificial del robot. AVA se incorpora, toma el cuchillo de la espalda de Nathan y se lo clava en el pecho, matándolo. AVA examina los bolsillos de Nathan y toma la llave digital.

### Día 7 y último
AVA explora el edificio y encuentra los armarios en donde están las otras ginoides, le quita a una de ellas el brazo y la piel sintética y a otra el vestido y zapatos para adquirir el aspecto de una mujer real, huye del edificio, y deja a Caleb encerrado.
El helicóptero destinado para Caleb recoge entonces a AVA. Aparece de pie, en una intersección por donde camina una multitud de personas y así finaliza la película.

## Reparto
| Reparto de Ex Machina |  |  |  |
| |  |  |  |
| - Domhnall Gleeson como Caleb Smith. - Alicia Vikander como AVA. - Oscar Isaac como Nathan Bateman. - Sonoya Mizuno como Kyoko. - Symara A. Templeman como Jasmine. - Elina Alminas como Amber. - Gana Bayarsaikhan como Jade. - Tiffany Pisani como Katya. - Claire Selby como Lily. |  |  |  |

## Producción

### Antecedentes y redacción del guion
Las bases de la película Ex Machina se establecieron en la década de 1980, cuando Garland tenía 11 o 12 años, luego de hacer algo de codificación en BASIC en un computador que sus padres le compraron, lo que estimuló su gusto por la tecnología a temprana edad. Las ideas posteriores provinieron de años de conversaciones con un amigo experto en neurociencias, quien le afirmó que las máquinas nunca podrían demostrar sensibilidad. Intentando encontrar una respuesta en sí mismo, empezó a leer libros que abordaban este tema. Durante la preproducción de Dredd, mientras leía un libro de Murray Shanahan acerca de la conciencia y la personificación, Garland tuvo una «epifanía no religiosa». Escribió y reservó la idea para concretarla posteriormente. Shanahan y Adam Rutherford llegaron a ser asesores de la película, y el ISBN de su libro aparece en las referencias como mensaje oculto en la película. Otras inspiraciones provinieron de películas como 2001: A Space Odyssey y Altered States, y de libros de Ludwig Wittgenstein, Ray Kurzweil y de otros. Con un deseo de total libertad creativa y sin necesidad de añadir secuencias de acción, realizó la película con el presupuesto más bajo posible.

### Rodaje
La grabación se realizó en el verano del 2013, durante cuatro semanas en Pinewood Studios y durante dos semanas en el hotel Juvet Landscape, en Valldalen, Noruega. Todo se filmó digitalmente en resolución 4K, y se usaron 15 000 bombillas pequeñas que se instalaron en Pinewood Studios, para evitar las luces fluorescentes que a menudo se utilizan en películas de ciencia ficción.

### Efectos especiales
Los efectos estuvieron a cargo de la empresa Double Negative, con la que se decidió dónde habría piel y dónde CGI. Hubo diferentes conceptos en un principio, como hacer todo el cuerpo de metal sin texturas, pero durante el rodaje se fueron ideando partes y tejidos. Se tenía claro que la parte de los hombros y omóplatos se dejarían cubiertas porque eran más difíciles de aparejar. De la misma forma sabían que querían dejar la cara, manos y pies con piel porque son con lo que interactúa el robot con el mundo.
La película fue rodada en imagen real, sin efectos especiales, croma o marcadores de seguimiento durante el rodaje. Todos los efectos fueron incluidos en posproducción. Para crear las características robóticas de Ava, se filmaron las escenas tanto con Alicia Vikander como sin su presencia.
No querían que se sintiese robótica, con lo que no se permitía al equipo partir de otros robots, pero sí de cosas como suspensiones de Fórmula 1 o bicicletas, aparte de anatomía humana. Se suponía que se movía y comportaba como un humano, así que todas las partes tenían que comportarse como los músculos reales.
La casa donde se rodó estaba repleta de cristales, por lo que tuvieron que rastrear todas las cosas tres o cuatro veces ya que los reflejos variaban dependiendo de la distorsión de la lente y espejo.
Todo el trabajo se hizo sin captura de movimiento ni pantallas croma, por lo que los actores siempre estaban en el plató y supuso un gran trabajo de body tracking en posproducción. Se hizo así porque consideraron que lo importante de la película eran las conversaciones entre personajes, por lo cual querían a los actores hablando entre sí.
Vikander vestía un traje de neopreno gris, que es el que se ve en las partes que no se sustituyen por efectos especiales. Cada toma significaba hacer una toma IBL (image based lightning) para tener referencias de las luces.
El diseño y textura se continuaron en Double Negative, donde vieron las diferentes distorsiones anamórficas que producía la lente cuando el personaje no estaba enfocado. Para asegurarse de que todos los elementos de CGI encajarían perfectamente se escaneó a la actriz durante la preproducción para crear un modelo de ella. Cuando el vestido fue terminado, se volvió a escanearla para retocar los últimos detalles.
En total hay unas 800 tomas con efectos especiales, de las cuales 350, aproximadamente, son de robots. No son muchas comparadas con otras producciones, pero se tratan de tomas más largas de lo común, ya que en películas de acción normalmente no duran ni un segundo.
En la edición del 2016 de los Oscars, Ex Machina ganó el premio a mejores efectos visuales, que lo recogió Andrew Whitehurst, Paul Norris, Mark Williams Ardington  y Sara Bennett.

### Música
La música para Ex Machina fue compuesta por Ben Salisbury y Geoff Barrow, quienes anteriormente trabajaron con Alex Garland en Dredd (2012). El lanzamiento de la banda sonora se realizó digitalmente el 20 de enero de 2015, pero, en febrero del mismo año, Invada Records lanzó la banda sonora en formatos LP y CD, en el Reino Unido.
| Pistas de la banda sonora de Ex Machina |                                                       |                              |          |  |
| N.º                                     | Título                                                | Música                       | Duración |  |
| 1.                                      | «Turing Test»                                         | Ben Salisbury y Geoff Barrow | 4:34     |  |
| 2.                                      | «Watching»                                            | Salisbury y Barrow           | 5:19     |  |
| 3.                                      | «Ava»                                                 | Salisbury y Barrow           | 2:22     |  |
| 4.                                      | «Falling»                                             | Salisbury y Barrow           | 5:36     |  |
| 5.                                      | «I Am Become Death»                                   | Salisbury y Barrow           | 3:18     |  |
| 6.                                      | «Hacking/Cutting»                                     | Salisbury y Barrow           | 6:39     |  |
| 7.                                      | «The Test Worked»                                     | Salisbury y Barrow           | 9:02     |  |
| 8.                                      | «Skin»                                                | Salisbury y Barrow           | 5:27     |  |
| 9.                                      | «Out»                                                 | Salisbury y Barrow           | 2:02     |  |
| 10.                                     | «Bunsen Burner»                                       | Salisbury y Barrow           | 4:02     |  |
| 11.                                     | «Lab» (Material adicional)                            | Salisbury y Barrow           | 1:41     |  |
| 12.                                     | «Masks» (Material adicional)                          | Salisbury y Barrow           | 2:28     |  |
| 13.                                     | «Ava Undresses [Demo Version 1]» (Material adicional) | Salisbury y Barrow           | 2:12     |  |
| 14.                                     | «Session 2» (Material adicional)                      | Salisbury y Barrow           | 0:35     |  |
| 15.                                     | «Mary Experiment» (Material adicional)                | Salisbury y Barrow           | 2:58     |  |
| 16.                                     | «Ava Turns to CCTV» (Material adicional)              | Salisbury y Barrow           | 1:47     |  |
| 17.                                     | «Climbing the Waterfall» (Material adicional)         | Salisbury y Barrow           | 1:48     |  |
| 18.                                     | «Ava Undress [Demo Version 2]» (Material adicional)   | Salisbury y Barrow           | 1:33     |  |
| 19.                                     | «Reversing the Test» (Material adicional)             | Salisbury y Barrow           | 2:04     |  |
| 20.                                     | «A Beginning» (Material adicional)                    | Salisbury y Barrow           | 3:06     |  |
| 01:08:33                                |                                                       |                              |          |  |

Adicionalmente, la película incluye las siguientes canciones:
- «Enola Gay» de Orchestral Manoeuvres in the Dark.
- «Get Down Saturday Night» de Oliver Cheatham.
- «Husbands» de Savages.
- «Piano Sonata No 21 D. 960 en Si bemol» (primer movimiento) de Franz Schubert.

### Doblaje al español
El doblaje para Hispanoamérica se llevó a cabo en los estudios Dubbing House en México, bajo la dirección de Rommy Mendoza. Para Ava prestó su voz la actriz Betzabe Jara, quien ya había hecho el doblaje para Alicia Vikander interpretando a Kitty en Anna Karenina. Los actores de voz Arturo Castañeda y Carlos Hernández interpretaron a Caleb y Nathan respectivamente.
Respecto al doblaje en España, los actores de voz Juan Antonio Soler (Caleb), Guillermo Romero (Nathan) y María Blanco (Ava), participaron en los roles estelares, dirigidos por Miguel Ángel Montero en los estudios de grabación Deluxe 103 en Barcelona.

## Estreno
Ex Machina se estrenó en el Reino Unido el 21 de enero de 2015 a través de Universal Pictures. Se proyectó el 14 de marzo del 2015, en el festival South by Southwest antes del estreno en los cines de los Estados Unidos, que tuvo lugar el 10 de abril del 2015, a cargo de A24 Films.
| Fechas de estreno (Fuente: IMDb) | |                 | |
| País                             | Fecha de estreno                                                                                         | País            | Fecha de estreno                                                                                               |
| Alemania                         | 23 de abril de 2015                                                                                      | Argentina       | 12 de marzo de 2015                                                                                            |
| Australia                        | 7 de mayo de 2015                                                                                        | Austria         | 23 de abril de 2015                                                                                            |
| Bélgica                          | 27 de mayo de 2015                                                                                       | Canadá          | 24 de abril de 2015 (limitado) 8 de mayo de 2015                                                               |
| Corea del Sur                    | 21 de enero de 2015                                                                                      | Eslovaquia      | 30 de abril de 2015                                                                                            |
| España                           | 27 de febrero de 2015                                                                                    | Estados Unidos  | 14 de marzo de 2015 (Festival de cine de South by Southwest 10 de abril de 2015 (limitado) 24 de abril de 2015 |
| Estonia                          | 20 de marzo de 2015                                                                                      | Finlandia       | 17 de abril de 2015                                                                                            |
| Francia                          | 3 de junio de 2015                                                                                       | Grecia          | 12 de marzo de 2015                                                                                            |
| Hungría                          | 12 de abril de 2015 (Festival Internacional de Cine Titanic)                                             | Irak            | 26 de marzo de 2015                                                                                            |
| Irlanda                          | 23 de enero de 2015                                                                                      | Italia          | 23 de marzo de 2015 (Festival Internacional de Cine de Bari) 30 de julio de 2015                               |
| Kuwait                           | 26 de marzo de 2015                                                                                      | Letonia         | 20 de febrero de 2015                                                                                          |
| Lituania                         | 27 de marzo de 2015                                                                                      | Noruega         | 10 de abril de 2015                                                                                            |
| Nueva Zelanda                    | 5 de marzo de 2015 22 de julio de 2015 (Festival Internacional de Cine de Nueva Zelanda)                 | Países Bajos    | 8 de abril de 2015 (Festival de Cine Imagine) 30 de abril de 2015                                              |
| Polonia                          | 20 de marzo de 2015                                                                                      | Portugal        | 23 de abril de 2015                                                                                            |
| Reino Unido                      | 21 de enero de 2015                                                                                      | República Checa | 30 de abril de 2015                                                                                            |
| Rumania                          | 19 de junio de 2015                                                                                      | Singapur        | 9 de julio de 2015 (limitado)                                                                                  |
| Suecia                           | 30 de enero de 2015 (Festival Internacional de Cine de Gotemburgo) 17 de agosto de 2015 (premier en DVD) | Ucrania         | 26 de febrero de 2015                                                                                          |

## Recepción
En su mayoría, Ex Machina recibió calificaciones positivas por parte de la prensa y críticos especializados. En la página web Rotten Tomatoes, tuvo una calificación de 92 % de aceptación, basada en 209 reseñas, con una media ponderada de 8/10. El consenso consideró que la película se inclina por las ideas más profundamente que su efectismo, pero sigue siendo una obra visualmente pulida y un trabajo de ciencia ficción particularmente atractivo y poco común. En Metacritic, obtuvo una puntuación de 78 sobre 100, basada en 42 críticas, en su mayoría reseñas favorables. MRQE calificó la película con 78 sobre 100, a partir de 90 reseñas de críticos de cine.
| País                      | Medio / Autor(a)                        | Crítica | Tendencia        |
| ------------------------- | --------------------------------------- | --- | ---------------- |
| Bandera del Reino Unido   | Telegraph Robbie Collin                 | «Una ciencia ficción cautivadoramente elegante (...) Su inteligencia es cualquier cosa menos artificial» | Crítica positiva |
| Bandera del Reino Unido   | Empire Dan Jolin                        | «Estilizada, elegante, tensa, cerebral, satírica y espeluznante (...) La intensa interpretación de Vikander te fundirá los circuitos»                                                                                      | Crítica positiva |
| Bandera del Reino Unido   | The Independent Geoffrey Macnab         | «La primera película del novelista y guionista Alex Garland como director toma algunas ideas muy antiguas y les da un nuevo e ingenioso giro.»                                                                             | Crítica positiva |
| Bandera del Reino Unido   | Screendaily Mark Adams                  | «Una película reflexiva y a veces asombrosamente astuta que saca la máxima energía de sus estrellas, la emergente Alicia Vikander, Oscar Isaac y Domhnall Gleeson»                                                         | Crítica positiva |
| Bandera del Reino Unido   | Time Out Trevor Johnston                | «Un giro demasiado evidente y algunas torpezas en la trama le restan mucha credibilidad a una historia que prometía mucho. Un poco más de inteligencia no hubiera estado de más»                                           | Crítica neutral  |
| Bandera de Estados Unidos | Rolling Stone Peter Travers             | «Ex Machina genera sorpresas que te perseguirán por un buen tiempo» | Crítica positiva |
| Bandera de Estados Unidos | Christy Lemire                          | «Ex Machina es la mejor película que he visto durante lo corrido del año» | Crítica positiva |
| Bandera de Estados Unidos | San Francisco Chronicle Mick LaSalle    | «Es difícil imaginar a otro director exprimir la mayor cantidad de tonos y colores de su guion como lo hizo Garland, y a partir de ahora, sería comprensible si insiste en dirigir todo lo que escribe»                    | Crítica positiva |
| Bandera de Estados Unidos | TIME Richard Corliss                    | «El drama de alto coeficiente intelectual más seductor del año» | Crítica positiva |
| Bandera de Estados Unidos | The Wall Street Journal Joe Morgenstern | «Chispeantemente inteligente y agradablemente sentenciosa, la película de Garland trasciende algunas imperfecciones muy humanas con imágenes magníficas, redacción astuta y actuaciones memorables profundas»              | Crítica positiva |
| Bandera de Estados Unidos | Variety Guy Lodge                       | «El hermoso y delicado debut de Garland en la dirección es una 'Frankenstein' de la era digital, rediseñada como una guerra de sexos(...) una pieza de cámara sobria y brillante»                                          | Crítica positiva |
| Bandera de Estados Unidos | Indiewire Oliver Lyttelton              | «Ex Machina es uno de los debuts de ciencia ficción más estimulantes e impresionantes desde Moon, y si vemos un montón de películas mejores que ésta durante los próximos doce meses, 2015 será un año excelente»          | Crítica positiva |
| Bandera de Estados Unidos | The Hollywood Reporter Stephen Dalton   | «Garland aporta poco nuevo al habitual tema del hombre versus la máquina(...) Ex Machina luce cuidada y sensacional, pero, al final, resulta endeble y poco potente»                                                       | Crítica neutral  |
| Bandera de Estados Unidos | USA Today Claudia Puig                  | «Para ser un director novato, Garland parece muy seguro. Sus diálogos escasos y agudos, y su meticuloso trabajo de dirección son igualmente atractivos, y el trío de interpretaciones principales es de primera categoría» | Crítica positiva |
| Bandera de España         | ABC Federico Marín Bellón               | «Gustará e incluso encantará a los aficionados al género sin espantar públicos de otras latitudes. Alex Garland se ha ganado nuevas oportunidades»                                                                         | Crítica positiva |
| Bandera de España         | El Mundo Luis Martínez                  | «Un drama tan extraño como brillante; tan turbio como finalmente sorprendente. (...) una propuesta que se atreve a dar dos pasos más allá al tópico que nos ocupa»                                                         | Crítica positiva |
| Bandera de España         | El País Javier Ocaña                    | «Interesante película(...) de aliento trascendente y resultados entre la inquietud, el magnetismo y una cierta morosidad(...) un estilo del que se pueden quedar fuera los que busquen simplemente entretenimiento»        | Crítica positiva |
| Bandera de España         | Fotogramas Roger Salvans                | «Tan espartana como elegante, tensa, claustrofóbica, y sin miedo a combinar sátira y thriller, Ex Machina se sustenta en el trabajo de sus intérpretes: espléndidos»                                                       | Crítica positiva |
| Bandera de España         | La Vanguardia Lluís Bonet Mojica        | «Brillante visualmente, su reiteración casi teatral aturde un poco» | Crítica neutral  |